# Pleurothallis omoglossa
Pleurothallis omoglossa är en orkidéart som beskrevs av Carlyle August Luer. Pleurothallis omoglossa ingår i släktet Pleurothallis och familjen orkidéer. Inga underarter finns listade i Catalogue of Life.

## Bilder

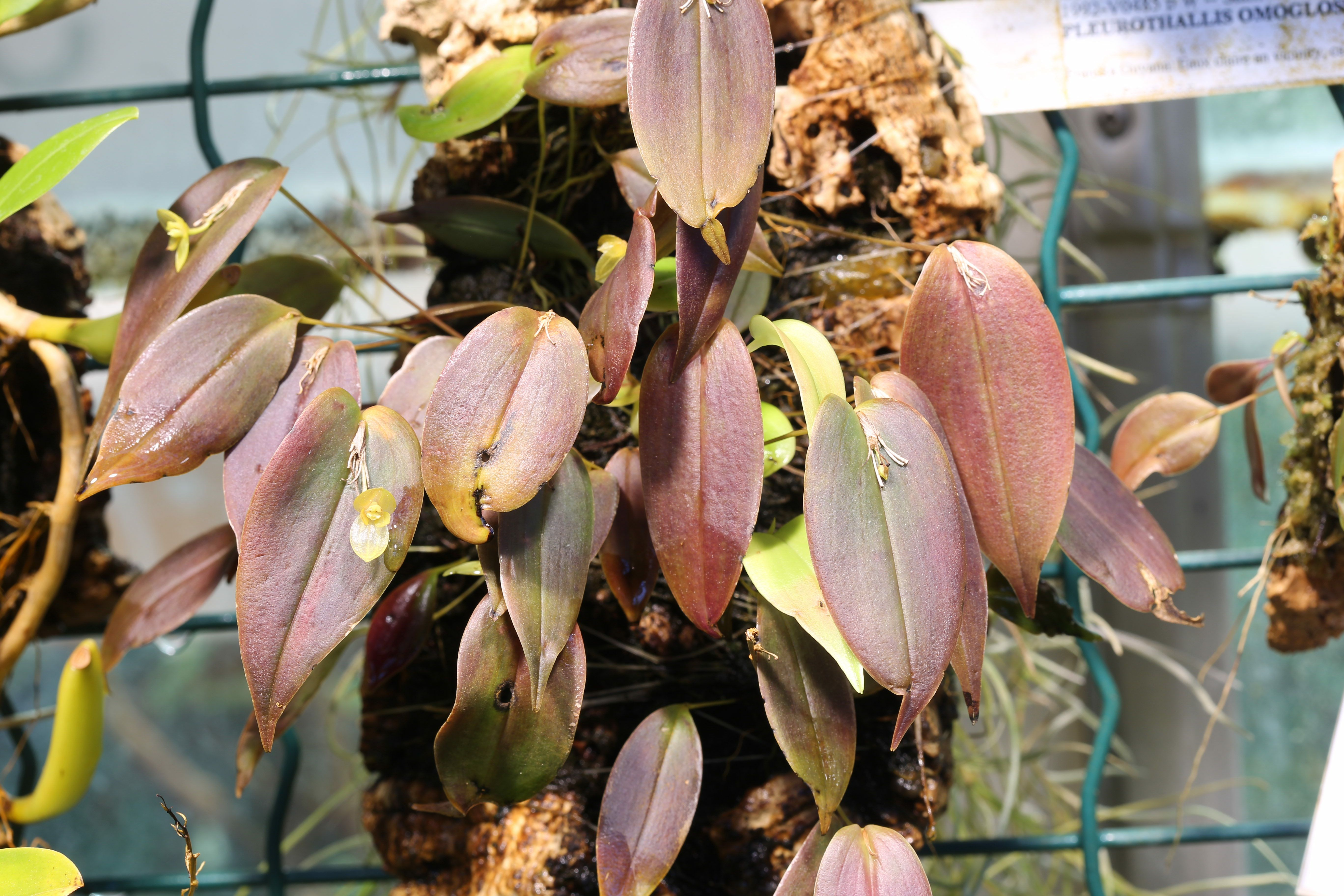